# Aristillos
Aristillos (græsk, på latin Aristillus, fl. omkring 280 f.Kr.) er en af de ældste astronomer af den alexandrinske skole. Han lavede det første stjernekatalog omkring 300 f.Kr. med hjælp fra Timocharis. Han arbejdede på biblioteket i Alexandria og månekrateret Aristillus er desuden opkaldt efter ham.

## Refererencer
- S. 1469 – 1470 i Nordisk familjebok